# Vincent Descœur
Vincent Descœur, né le 13 décembre 1962 à Aurillac (Cantal), est un homme politique français.
Membre des Républicains, il est député du Cantal depuis 2017, et l'est auparavant de 2007 à 2012. Il est président du conseil départemental du Cantal de 2001 à 2017.

## Biographie
Professeur agrégé de biologie, il est élu en mars 1988, conseiller général du canton de Montsalvy à l'âge de 25 ans. Il occupe ainsi le poste laissé vacant à la suite du décès de son père, Guy, conseiller général sortant décédé en décembre 1987. C'est alors le plus jeune conseiller général de France. En 1989, il devient, comme son père de 1979 à son décès, maire de Montsalvy. En 2001, il est élu président du conseil général du Cantal à l'âge de 38 ans, ce qui en fait à nouveau le plus jeune président de conseil général de France. Il est ensuite réélu sur le canton de Montsalvy puis, à la suite du redécoupage cantonal, sur le canton d'Arpajon-sur-Cère.
Pour se conformer à la loi contre le cumul des mandats, il devient conseiller municipal de Montsalvy et conseiller communautaire à la communauté de communes de Montsalvy qu'il a présidée de 1995 à 2008.
Le 3 mars 2017, dans le cadre de l'affaire Fillon, il renonce à soutenir le candidat LR François Fillon à l'élection présidentielle et appelle au retour d'Alain Juppé. Son parrainage en faveur du vainqueur de la primaire de droite et du centre est toutefois rendu public dix jours après la mise en examen du candidat LR.
Le 17 juillet 2017, il renonce à la fonction de président du Conseil départemental pour cause de cumul des mandats.

### Député
Il est élu député de la première circonscription du Cantal, au second tour, le 17 juin 2007 avec 55,96 % des voix. Il succède ainsi à Yves Coussain qui ne se représente pas. Il se dit volontiers proche de la droite sociale et affirme avoir gardé ses distances avec Nicolas Sarkozy durant le mandat présidentiel de celui-ci entre 2007 et 2012.
Il est battu aux élections législatives de juin 2012 en n'obtenant que 48,37 % des voix face au maire PS d'Aurillac Alain Calmette, qui lui en obtient 51,63 %.
Il est à nouveau élu le 18 juin 2017 au second tour avec 51,11 % des voix et siège dans le groupe des Républicains.
Il parraine Laurent Wauquiez pour le congrès des Républicains de 2017, scrutin lors duquel est élu le président du parti.
À la suite de la dissolution de l'Assemblée nationale le 9 juin 2024 et de l'annonce d'une alliance de LR avec le RN par Éric Ciotti le 11 juin, Vincent Descœur, désapprouvant cette ligne politique, quitte le parti LR et se représente ainsi comme candidat sans-étiquette (divers droite) aux législatives,.

## Mandats

### Mandats en cours
- Député de la première circonscription du Cantal depuis le 21 juin 2017
- Conseiller municipal de Montsalvy (832 habitants en 2022)
- Conseiller départemental du canton d'Arpajon-sur-Cère, en binôme avec Isabelle Lantuejoul
- Conseiller communautaire de la Communauté de communes de la Châtaigneraie Cantalienne

### Anciens mandats
- Maire de Montsalvy du 20 mars 1989 au 18 mars 2001
- Président de la communauté de communes du Pays de Montsalvy de 1995 à 2008 et de 2014 à 2016
- Conseiller général du canton de Montsalvy du 14 septembre 1988 au 21 mars 2015
- Vice-Président du Conseil général du Cantal du 27 mars 1994 au 19 mars 2001
- Président du Conseil général du Cantal du 20 mars 2001 au 21 mars 2015
- Président du Conseil départemental du Cantal du 22 mars 2015 au 16 juillet 2017
- Député de la première circonscription du Cantal (arrondissement d'Aurillac) de juin 2007 à juin 2012